# Liolaemus nitidus
Liolaemus nitidus är en ödleart som beskrevs av  Wiegmann 1834. Liolaemus nitidus ingår i släktet Liolaemus och familjen Tropiduridae. IUCN kategoriserar arten globalt som otillräckligt studerad. Inga underarter finns listade i Catalogue of Life.